# Birger Clausen
Birger Clausen (* in Husum) ist ein deutscher Filmkomponist.

## Leben
Er studierte an der Hochschule für Musik Freiburg und Filmmusik an der National Film and Television School in London. 2007 nahm er am renommierten ASCAP Television and Film Scoring Workshop in Los Angeles teil. Mit dem von Nicole Weegmann inszenierten Fernsehfilm und Grimme-Preisträger Ihr könnt euch niemals sicher sein debütierte Clausen 2008 als Komponist für einen Langspielfilm. Seitdem war er unter anderem auch für Weegmanns Filme Schenk mir dein Herz, Mobbing und Es ist alles in Ordnung als Komponist tätig. Er komponierte außerdem die Musik zu Jan Krügers Kinofilmen Auf der Suche (2011) und Die Geschwister (2016), dem Tatort „Borowski und die Kinder von Gaarden“, dem Emmy-nominierten Dokumentarfilm „9/11 - I was There“ sowie zur Netflix-Dramaserie „Sunshine Eyes“.

## Filmografie (Auswahl)
- 2008: Ihr könnt euch niemals sicher sein
- 2010: Schenk mir dein Herz
- 2010: Solange du schliefst
- 2011: Auf der Suche
- 2011: Lotus Eaters
- 2012: Mobbing
- 2013: Es ist alles in Ordnung
- 2014: Trennung auf Italienisch
- 2015: Tatort: Borowski und die Kinder von Gaarden
- 2015: Begierde – Mord im Zeichen des Zen
- 2016: Seitensprung mit Freunden
- 2016: Die Geschwister
- 2020: Papa auf Wolke 7
- 2020: Zerrissen – Zwischen zwei Müttern
- 2021: 9/11: I Was There
- 2022: McLenBurger – 100% Heimat
- 2022: Oskar, das Schlitzohr und Fanny Supergirl
- 2023: Sunshine Eyes (Netflix)
- 2023: Jenseits der Spree (Fernsehserie, 3 Folgen)